# チャット (通貨)
チャット（ビルマ語: ကျပ်、発音 [tɕaʔ]、英語表記Kyat）は、ミャンマー（ビルマ）の通貨単位である。国際通貨コード(ISO 4217)は、MMK。補助通貨単位のピャー(ပြား, Pya)は、100分の1チャット。しかし、極度のインフレーションのため、ピャーは事実上現金単位としては用いられていない。

## 概要
ミャンマーでは公定レート、公認市場レート、実勢レートの3種類の為替レートが存在している。
- 下記以外の日常の経済活動においては、実勢レート（1USドル = 1,305チャット、2016年11月末時点）が用いられており、これが最も一般的である。金額が大きくなりがちなため、千チャット単位で表すことが多く、街中では10k（千）などで価格表示することが多い。
- 公定レートはSDRにペッグしている。（1USドル = 5.2チャット、2008年2月末時点）
- 輸入関税の算定時には1USドル = 450チャットの公認市場レートが適用される。

2012年4月1日から管理フロート制（管理変動相場制）を導入した。

## 硬貨・紙幣
紙幣の種類は、50ピャー、1、5、10、20、50、100、200、500、1,000、5,000、10,000チャットの12種であるが、2015年9月現在、市中で流通しているのは50チャット以上の7種類である。各紙幣には発行機関であるミャンマー中央銀行の名と金額が、ビルマ語と英語で表記されている。また、数字は金額も通番もミャンマー数字とアラビア数字が併記されている。2004年10月には偽造防止のため、200、500、1,000チャット紙幣がリニューアルされ、大きさも使いやすいように小さくされた。2009年には5000チャット紙幣が新発行され、2014年にマイナーチェンジされた。また2012年には、新たに10,000チャット紙幣が登場し、2015年にマイナーチェンジされた。硬貨も存在するが、市中でも既に流通していない。このほか、外貨管理を目的に1993年から2013年にかけて兌換チャットという外貨兌換券が発行されていた。
まだ銀行制度が発達していないミャンマーにおいては、決済の場で小切手ではなくキャッシュオンリーつまりチャット紙幣が多く使用される。現金決済を簡略化するため、2009年10月に5,000チャット紙幣、2012年6月に10,000チャット紙幣が導入された。

### 日本との協力関係
2013年1月には、日本の財務省が同年にミャンマー首都ネピドーで開催される東南アジア競技大会の記念硬貨の鋳造を受託する方針を固めたと報じられたほか、チャット紙幣を日本で印刷する計画が持ち上がっている。2014年11月には、日本とミャンマーの外交関係樹立から60周年となることを記念する5,000チャット銀貨幣を財務省・造幣局が受注している。

## 3度の廃貨
1948年の独立以降、2016年現在までにミャンマーでは過去3回にわたって流通する紙幣を廃止する廃貨が行われた。
ビルマ式社会主義の推進による産業・流通の国有化に伴って出現した闇商人の撲滅を名目として、1964年5月に最初の廃貨が実施され、予告無しに高額紙幣が廃止された。1985年11月に闇商人対策を掲げた廃貨が再び実施される。2回目の廃貨の際に25、35、75チャット紙幣が発行されたが、間も無く3回目の廃貨が行われ、代わって45、90チャット紙幣が発行された。1987年9月には、事前に「高額紙幣廃止の噂はデマである」という新聞広告が掲載された上で廃貨が行われ、庶民にとって使用頻度の高い25チャット紙幣も廃止されたため、不満が噴出する。ビルマ市民の間では、2回目の廃貨から3回目の廃貨にかけて導入された非合理的な紙幣の額面は、ネ・ウィンが信任する占星術師が出した吉数に基づいていると噂された。3回目の廃貨での不満の高まりは1988年8月8日のゼネスト・デモ（8888民主化運動）、翌年9月のクーデターを引き起こした。
過去の廃貨では、以下の紙幣が廃止された。
- 1964年5月 - 1,000チャット
- 1985年11月 - 20チャット、50チャット、100チャット
- 1987年9月 - 25チャット、35チャット、75チャット

これらの廃貨においては廃止された紙幣の持ち主に対して十分な補償はされず、他の紙幣の交換は実施しない、あるいはごく限られた期間に一定額までの紙幣の交換を行う対応がされた。このため、現金を自宅に保管する習慣（タンス預金）が一般的だったビルマでは多くの国民が損害を受けた。不定期に行われる廃貨、紙幣の増刷によって起きるインフレーションへの対策として、多くのミャンマー国民は金製品や米ドルを資産として保有している。

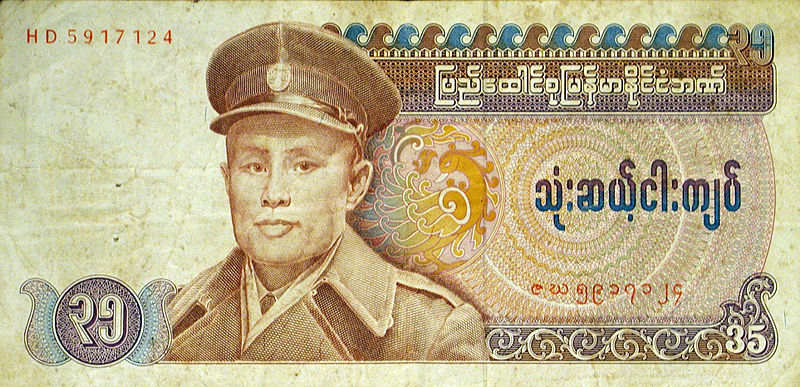
35チャット紙幣
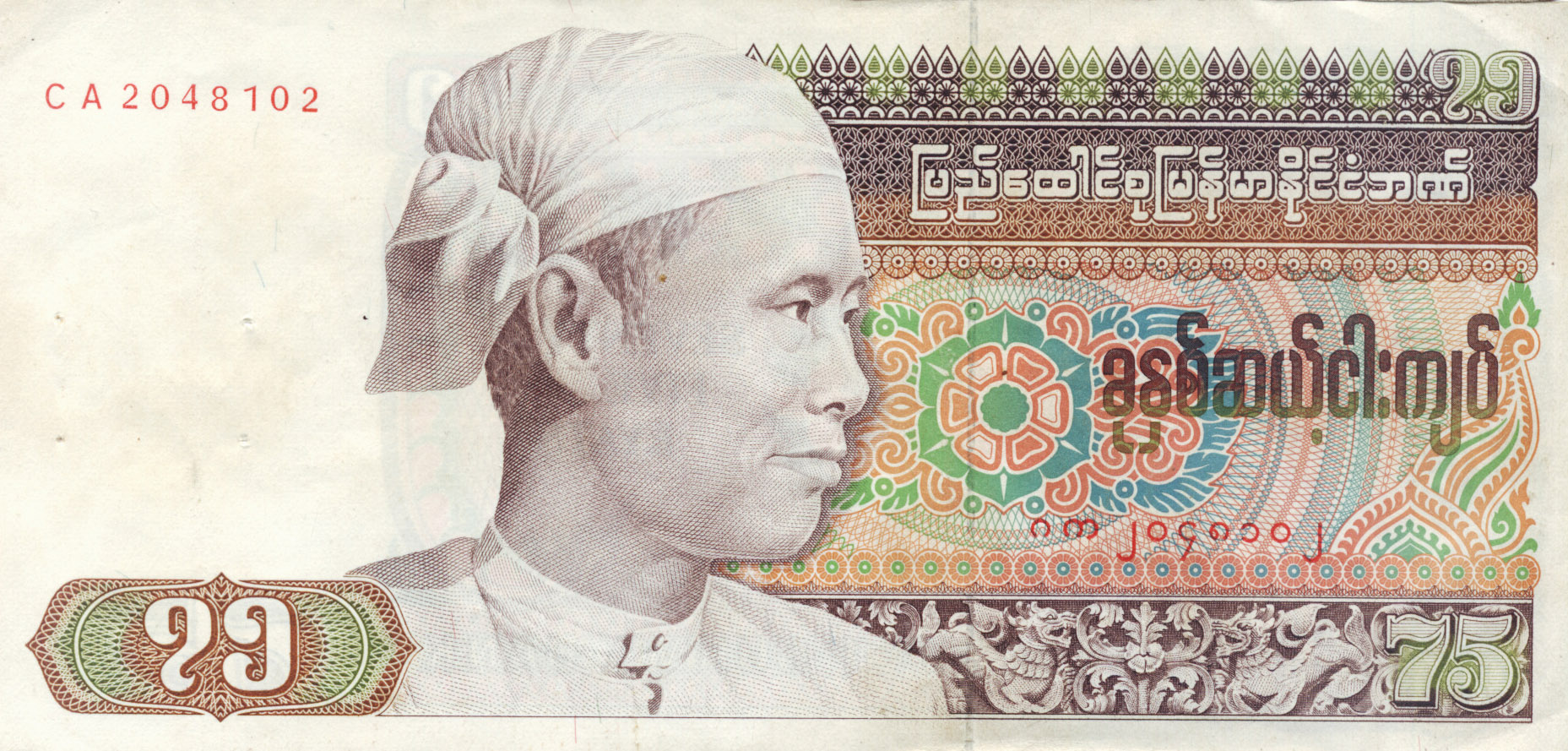
75チャット紙幣
45チャット紙幣